# Corey Graham
Corey Graham (15 de septiembre de 1984 en Búfalo) es un jugador de fútbol americano que ocupa la posición de Cornerback y que milita en las filas de los Baltimore Ravens de la National Football League (NFL). Fue seleccionado por los Chicago Bears en la quinta ronda del Draft de 2007 de la NFL.

## Carrera universitaria
Jugó fútbol americano universitario en New Hampshire.

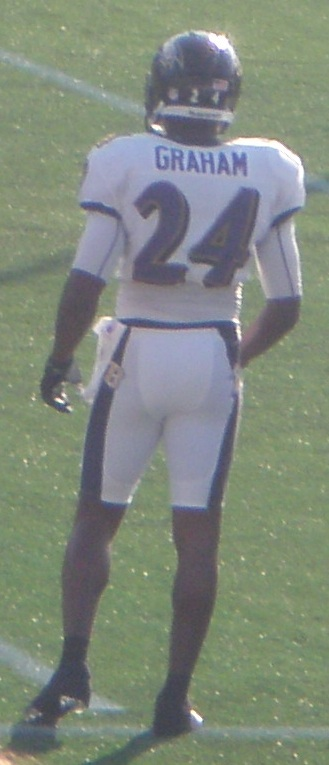
Graham con los Baltimore Ravens en el Navy-Marine Corps Memorial Stadium el 2012.

## Carrera profesional

### Chicago Bears
Graham fue seleccionado por los Chicago Bears en la 5.ª ronda del Draft de 2007 de la NFL. Graham logró su primera interceptacion de su carrera el 19 de octubre de 2008 al interceptar al quarterback Gus Frerotte de los Minnesota Vikings. Graham también registró 91 tackleadas en 2008.
Graham fue seleccionado a su primer Pro Bowl en 2011 después de una temporada en la que registró 16 tackleadas, 3 pases desviados, un balón suelto forzado, y 3 intercepciones.

### Baltimore Ravens
Graham firmó con los Baltimore Ravens el 23 de marzo de 2012. Graham dijo que al firmar con los Ravens, se dedicaría a ayudar a la defensa, así como continuar solidificando su juego en equipos especiales.
Graham tuvo un papel limitado en la defensa al principio, pero las lesiones de Lardarius Webb y Jimmy Smith le ayudó a ganar más tiempo en el campo de juego.
Graham logró su 5.ª interceptación de su carrera el 18 de noviembre de 2012 en Sunday Night Football contra el Pittsburgh Steelers. Él devolvió el balón 20 yardas en la victoria por 13-10.
Logró su 2.ª interceptación en contra de los Steelers dos semanas más tarde.
Graham fue nombrada por la CBS jugador del partido de los Baltimore Ravens por el juego divisional de la ronda de playoffs contra los cabezas de serie Denver Broncos. En este juego, Graham intercepto 2 veces a Peyton Manning y logró 8 tackleadas. Graham regresó su primera interceptación para un touchdown de 39 yardas dando a los Ravens una ventaja de 14-7 en el primer cuarto, la 2.ª interceptación de Graham en el juego se produjo en la prórroga y llevó a los Ravens a ganar de gol de campo, logrando llegar al juego de campeonato de la AFC. Los Ravens ganaron el partido en tiempo extra doble, 38-35, gracias en parte a la increíble actuación de Graham. Graham dijo que su decisión de trabajar con los Ravens fue la segunda mejor decisión de su vida, tras casarse con su esposa.
El 3 de febrero de 2013 Graham logró ganar el Super Bowl XLVII con los Ravens al derrotar a San Francisco 49ers 34-31.